# 1992 EJ13
1992 EJ13 är en asteroid i huvudbältet som upptäcktes den 2 mars 1992 av UESAC vid La Silla-observatoriet.
Asteroiden har en diameter på ungefär 3 kilometer.